# Divisió de Lahore
La divisió de Lahore fou una antiga divisió administrativa de l'Índia Britànica i després (en gran part) del Pakistan (Província del Panjab), que va existir fins a la supressió de les divisions el 2000. La capital era a Lahore i (durant el període britànic) l'estiu a Dalhousie on estava el lloc més alt (2.383 metres). S'estenia per la riba dreta del Sutlej fins a l'Himàlaia i Multan i la formaven sis districtes:
- Districte de Sialkot
- Districte de Gujranwala
- Districte de Montgomery
- Districte de Lahore
- Districte d'Amritsar
- Districte de Gurdaspur.

La superfície era de 17.154 km² i la població al cens del 1881 era de 4.696.636 habitants, el 1891 de 5.321.535 i el 1901 de 5.598.463. El comissionat era al mateix temps l'agent polític de l'estat de Chamba (3216 km² i 127.834 habitants el 1901). La població era un 60% de musulmans i un 30% hindús. Hi havia 9869 pobles i 41 ciutats, destacant Lahore, Amritsar, Sialkot, Gujranwala, Batala i Kasur.
La divisió fou repartida entre Índia i Pakistan el 1947, rebent l'Índia bàsicament els districtes d'Amritsar i Gurdaspur.